# زمین‌شناسی ساختاری

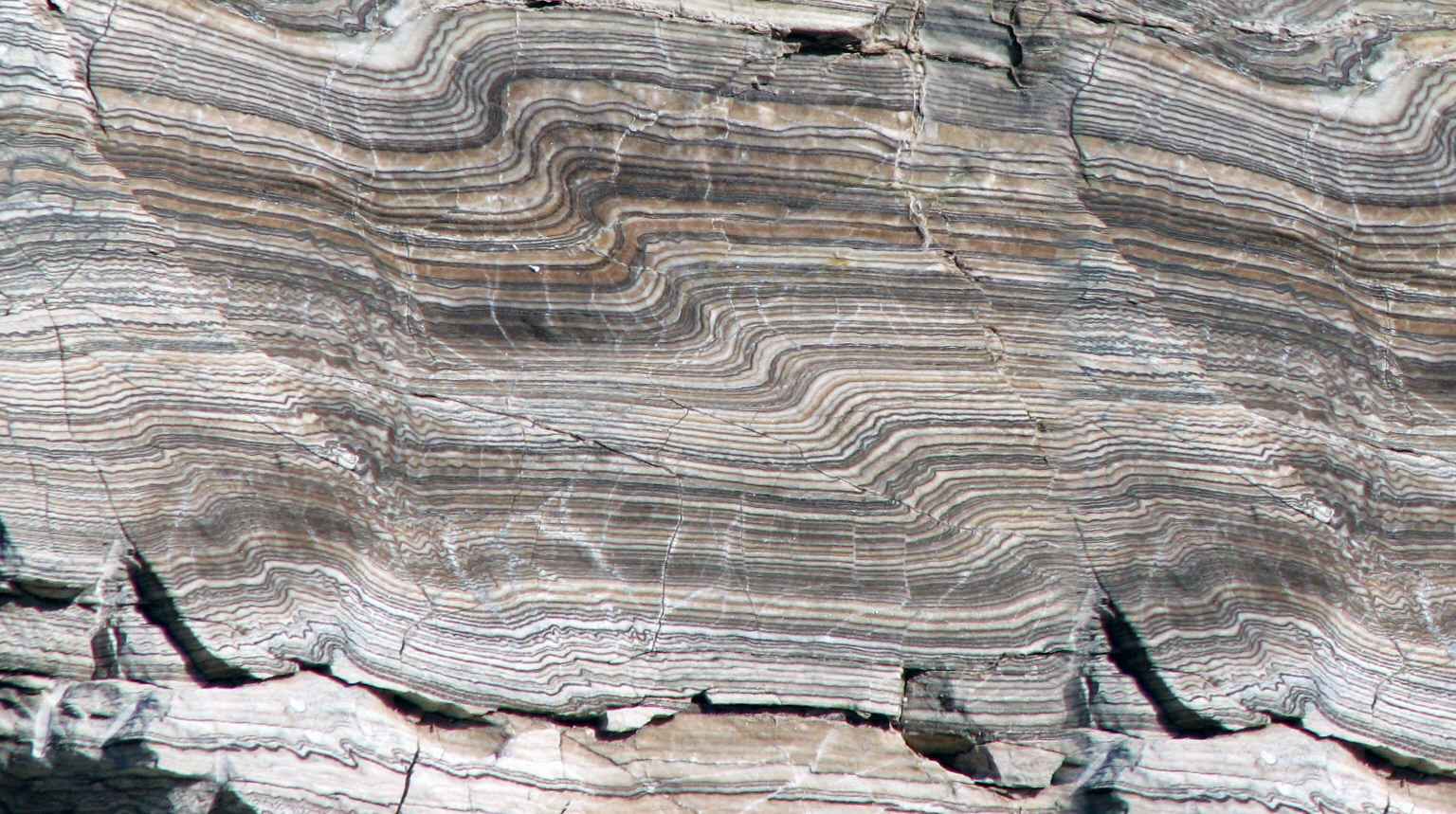
لایه‌های افقی اولیه که به دلیل تنش تغییر شکل داده‌اند

زمین‌شناسی ساختاری یا زمین‌شناسی ساختمانی (structural geology) بخشی از زمین‌شناسی است که در مورد توزیع سه‌بعدی سنگ‌های تشکیل‌دهنده پوسته زمین و تاریخچه تغییر شکل آن‌ها بحث می‌کند.
این علم همچنین در رابطه با تغییر و دگرریختی سنگ‌ها طی فرایندهای فشارشی (stress) و کششی (strain) بحث می‌کند. زمین‌شناسی ساختاری عمدتاً شکل هندسی، مشخصات ظاهری و مکانیسم تغییر شکل ساختمان‌های مختلف زمین (گسل، چین خوردگی و …) و را بررسی می‌کند.